# 760. grenadirski polk (Wehrmacht)
760. grenadirski polk (izvirno nemško 760. Grenadier-Regiment; kratica 760. GR) je bil pehotni polk Heera v času druge svetovne vojne.

## Zgodovina
Polk je bil ustanovljen 4. septembra 1944 na Slovaškem za potrebe 708. ljudskogrenadirske divizije.
Januarja 1945 je bil polk uničen v Alzaciji.